# Lana Golob
Lana Golob (Rečica ob Paki, 26 ottobre 1999) è una calciatrice slovena, difensore del Bologna e della nazionale slovena.

## Carriera

### Club
Nativa di Rečica ob Paki, Lana Golob è cresciuta calcisticamente nelle giovanili del Rudar Škale, col quale aveva fatto il suo esordio nella 1.ŽNL, massima serie del campionato sloveno, già nella stagione 2015-16. Nell'estate 2017 ha lasciato il Rudar Škale e si è trasferita al Radomlje, giocandovi per una sola stagione.
Tra il 2018 e il 2021 ha fatto parte della squadra femminile di calcio della Virginia Commonwealth University, università negli Stati Uniti dov'è andata anche per studiare, giocando nell'Atlantic 10 Conference. Coi VCU Rams ha vinto il campionato collegiale Atlantic 10 nella stagione 2021, venendo anche nominata migliore difensore della stagione. Nell'estate 2020 è tornata in Slovenia, accordandosi col Pomurje per giocare nella prima parte della stagione 2020-21, scendendo in campo anche in UEFA Women's Champions League, dove il Pomurje è stato eliminato ai sedicesimi di finale.
Il 4 gennaio 2022 è stato ufficializzato il suo trasferimento al Napoli, partecipante al campionato di Serie A, e facendo il suo esordio in campionato alla prima giornata del girone di ritorno. Ha giocato col Napoli fino a fine stagione, conclusasi con la retrocessione in Serie B. Per la stagione successiva si è trasferita in Svizzera al Basilea, partecipante alla Women's Super League, massima serie nazionale. La permanenza al Basilea è durata metà stagione, infatti il 17 gennaio 2023 è tornata a giocare nella Serie A italiana, accordandosi col Pomigliano.
Il 19 giugno 2023, viene annunciato il suo trasferimento a titolo definitivo all'OH Lovanio, nella massima serie belga, a partire dal 1º luglio seguente.
Il 30 agosto 2024, Golob passa a titolo definitivo al Bologna, in Serie B.

### Nazionale
Lana Golob ha fatto parte della selezione nazionale slovena Under-19 in occasione delle partite valide per le qualificazioni alle fasi finali del campionato europeo di categoria nel biennio 2016-17. Dopo aver ricevuto la prima convocazione in nazionale già da settembre 2017, ha fatto il suo esordio nella nazionale maggiore il 6 marzo 2018 nell'amichevole pareggiata 2-2 con la Serbia, scendendo in campo all'inizio del secondo tempo. Da allora ha fatto parte stabilmente della squadra nazionale, giocando nelle partite valide per le qualificazioni al campionato europeo e al campionato mondiale. Ha segnato la sua prima rete in nazionale il 12 giugno 2021 nell'amichevole vinta 4-1 sulla Croazia.

## Statistiche

### Presenze e reti nei club
Statistiche aggiornate all'11 maggio 2024.
| Stagione           | Squadra            | Campionato         | Campionato | Campionato | Coppe nazionali | Coppe nazionali | Coppe nazionali | Coppe internazionali | Coppe internazionali | Coppe internazionali | Altre coppe | Altre coppe | Altre coppe | Totale | Totale |
| Stagione           | Squadra            | Comp               | Pres       | Reti       | Comp            | Pres            | Reti            | Comp                 | Pres                 | Reti                 | Comp        | Pres        | Reti        | Pres   | Reti   |
| ------------------ | ------------------ | ------------------ | ---------- | ---------- | --------------- | --------------- | --------------- | -------------------- | -------------------- | -------------------- | ----------- | ----------- | ----------- | ------ | ------ |
| 2015-2016          | Rudar Škale        | 1. SŽNL            | 6          | 0          | CS              | -               | -               |                      | -                    | -                    |             | -           | -           | 6      | 0      |
| 2016-2017          | Rudar Škale        | 1. SŽNL            | 15         | 3          | CS              | 3               | 0               |                      | -                    | -                    |             | -           | -           | 18     | 3      |
| Totale Rudar Škale | Totale Rudar Škale | Totale Rudar Škale | 21         | 3          |                 | 3               | 0               |                      | -                    | -                    |             | -           | -           | 24     | 3      |
| 2017-2018          | Radomlje           | 1. SŽNL            | 15         | 1          | CS              | 3               | 1               |                      | -                    | -                    |             | -           | -           | 18     | 2      |
| ago.-dic. 2020     | Pomurje            | 1. SŽNL            | 8          | 0          | CS              | 2               | 1               | UWCL                 | 4                    | 0                    |             | -           | -           | 14     | 1      |
| gen.-giu. 2022     | Napoli             | A                  | 10         | 1          | CI              | -               | -               |                      | -                    | -                    |             | -           | -           | 10     | 1      |
| 2022-gen. 2023     | Basilea            | WSL                | 5          | 0          | CS              | ?               | ?               |                      | -                    | -                    |             | -           | -           | 5      | 0      |
| gen.-giu. 2023     | Pomigliano         | A                  | 12+2       | 0          | CI              | 2               | 0               |                      | -                    | -                    |             | -           | -           | 16     | 0      |
| 2023-2024          | OH Lovanio         | SL                 | 11+2       | 1+0        | CB              | 2               | 0               |                      | -                    | -                    |             | -           | -           | 15     | 1      |
| 2024-2025          | Bologna            | B                  | -          | -          | CI              | -               | -               | -                    | -                    | -                    | -           | -           | -           | -      | -      |
| Totale carriera    | Totale carriera    | Totale carriera    | 76         | 6          |                 | 12              | 2               |                      | 4                    | 0                    |             | -           | -           | 102    | 8      |

### Cronologia presenze e reti in nazionale
| Cronologia completa delle presenze e delle reti in nazionale ― Slovenia | Cronologia completa delle presenze e delle reti in nazionale ― Slovenia | Cronologia completa delle presenze e delle reti in nazionale ― Slovenia | Cronologia completa delle presenze e delle reti in nazionale ― Slovenia | Cronologia completa delle presenze e delle reti in nazionale ― Slovenia | Cronologia completa delle presenze e delle reti in nazionale ― Slovenia | Cronologia completa delle presenze e delle reti in nazionale ― Slovenia | Cronologia completa delle presenze e delle reti in nazionale ― Slovenia |
| Data                                                                    | Città                                                                   | In casa                                                                 | Risultato                                                               | Ospiti                                                                  | Competizione                                                            | Reti                                                                    | Note                                                                    |
| ----------------------------------------------------------------------- | ----------------------------------------------------------------------- | ----------------------------------------------------------------------- | ----------------------------------------------------------------------- | ----------------------------------------------------------------------- | ----------------------------------------------------------------------- | ----------------------------------------------------------------------- | ----------------------------------------------------------------------- |
| 6-3-2018                                                                | Aidussina                                                               | Slovenia                                                                | 2 – 2                                                                   | Serbia                                                                  | Amichevole                                                              | -                                                                       | 46’                                                                     |
| 6-4-2018                                                                | Lendava                                                                 | Slovenia                                                                | 0 – 2                                                                   | Islanda                                                                 | Qual. Mondiali 2019                                                     | -                                                                       | 77’                                                                     |
| 10-4-2018                                                               | Domžale                                                                 | Slovenia                                                                | 0 – 4                                                                   | Germania                                                                | Qual. Mondiali 2019                                                     | -                                                                       | 1 autorete                                                              |
| 4-10-2019                                                               | Murska Sobota                                                           | Slovenia                                                                | 2 – 4                                                                   | Paesi Bassi                                                             | Qual. Euro 2022                                                         | -                                                                       | 52’                                                                     |
| 8-10-2019                                                               | Kocaeli                                                                 | Turchia                                                                 | 1 – 6                                                                   | Slovenia                                                                | Qual. Euro 2022                                                         | -                                                                       | 32’                                                                     |
| 18-9-2020                                                               | Kranj                                                                   | Slovenia                                                                | 3 – 1                                                                   | Turchia                                                                 | Qual. Euro 2022                                                         | -                                                                       |                                                                         |
| 23-10-2020                                                              | Mosca                                                                   | Russia                                                                  | 1 – 0                                                                   | Slovenia                                                                | Qual. Euro 2022                                                         | -                                                                       |                                                                         |
| 12-6-2021                                                               | Krško                                                                   | Slovenia                                                                | 4 – 1                                                                   | Croazia                                                                 | Amichevole                                                              | 1                                                                       |                                                                         |
| 17-9-2021                                                               | Pärnu                                                                   | Estonia                                                                 | 0 – 4                                                                   | Slovenia                                                                | Qual. Mondiali 2023                                                     | 1                                                                       |                                                                         |
| 21-9-2021                                                               | Murska Sobota                                                           | Slovenia                                                                | 2 – 3                                                                   | Francia                                                                 | Qual. Mondiali 2023                                                     | -                                                                       |                                                                         |
| 22-10-2021                                                              | Lendava                                                                 | Slovenia                                                                | 1 – 1                                                                   | Galles                                                                  | Qual. Mondiali 2023                                                     | -                                                                       |                                                                         |
| 26-11-2021                                                              | Nova Gorica                                                             | Slovenia                                                                | 6 – 0                                                                   | Estonia                                                                 | Qual. Mondiali 2023                                                     | -                                                                       | 85’                                                                     |
| 30-11-2021                                                              | Nova Gorica                                                             | Slovenia                                                                | 0 – 0                                                                   | Grecia                                                                  | Qual. Mondiali 2023                                                     | -                                                                       |                                                                         |
| 19-2-2022                                                               | Parenzo                                                                 | Croazia                                                                 | 0 – 1                                                                   | Slovenia                                                                | Amichevole                                                              | -                                                                       |                                                                         |
| 12-4-2022                                                               | Le Mans                                                                 | Francia                                                                 | 1 – 0                                                                   | Slovenia                                                                | Qual. Mondiali 2023                                                     | -                                                                       |                                                                         |
| 2-9-2022                                                                | Kranj                                                                   | Slovenia                                                                | 2 – 0                                                                   | Kazakistan                                                              | Qual. Mondiali 2023                                                     | -                                                                       |                                                                         |
| 6-9-2022                                                                | Cardiff                                                                 | Galles                                                                  | 0 – 0                                                                   | Slovenia                                                                | Qual. Mondiali 2023                                                     | -                                                                       |                                                                         |
| 15-2-2023                                                               | Alanya                                                                  | Slovenia                                                                | 2 – 1                                                                   | Uzbekistan                                                              | Turkish Women's Cup 2023                                                | -                                                                       |                                                                         |
| 18-2-2023                                                               | Alanya                                                                  | Zambia                                                                  | 0 – 1                                                                   | Slovenia                                                                | Turkish Women's Cup 2023                                                | -                                                                       | 12’                                                                     |
| 21-2-2023                                                               | Alanya                                                                  | Sudafrica                                                               | 1 – 1                                                                   | Slovenia                                                                | Turkish Women's Cup 2023                                                | -                                                                       |                                                                         |
| 7-4-2023                                                                | Celje                                                                   | Slovenia                                                                | 1 – 1                                                                   | Romania                                                                 | Amichevole                                                              | -                                                                       |                                                                         |
| 11-4-2023                                                               | Lovanio                                                                 | Belgio                                                                  | 2 – 2                                                                   | Slovenia                                                                | Amichevole                                                              | -                                                                       |                                                                         |
| Totale                                                                  |                                                                         | Presenze                                                                | 22                                                                      |                                                                         | Reti                                                                    | 2                                                                       |                                                                         |

## Palmarès

### Club
- Atlantic 10 Conference: 1

VCU Rams: 2021

### Nazionale
- Turkish Women's Cup: 1

2023

### Individuale
- Miglior difensore dell'Atlantic 10 Conference: 1

2021